# Jean-Drapeau
Jean-Drapeau – stacja metra w Montrealu, na linii żółtej. Obsługiwana przez Société de transport de Montréal (STM). Znajduje się na Île Sainte-Hélène, wyspie położonej na Rzece Świętego Wawrzyńca.